# La follia di Henry
La follia di Henry (Henry Fool) è un film statunitense del 1998 diretto da Hal Hartley.

## Trama
Nella vita di Simon, addetto al trattamento dei rifiuti, e della sua problematica famiglia (la madre depressa cronica e farmaco-dipendente e la sessualmente irrequieta sorella Fay) irrompe, accompagnato da un funzionario responsabile della sua sorveglianza, Henry Fool, una condanna di sette anni per violenza a una tredicenne e, nel cassetto, la sua "confessione", il romanzo che ha scritto in carcere e che, a suo dire, dovrebbe cambiare i destini dell'umanità.
I suoi incoraggiamenti inducono Simon a cimentarsi nella poesia e a produrre un lungo componimento che, dopo aver sconvolto la cittadina e il liceo locale, diviene un evento della cultura trash nazionale, anche grazie all'attività promozionale di Henry in internet. La consacrazione letteraria di Simon avviene contemporaneamente al matrimonio dell'amico con Fay, gravida del figlio concepito lo stesso giorno in cui la madre si era suicidata.
Passano gli anni e, per Henry, che si sentiva destinato ad alte cose, è molto duro sopportare la quotidiana routine familiare, dopo che le sue ambizioni letterarie sono state frustrate e che i tentativi di Simon di fargli pubblicare la "confessione" sono falliti, data l'oggettiva mediocrità dell'opera. Ma il passato lo rimette nei guai. Nel tentativo di proteggere l'amica Vicky, dalle continue aggressioni del marito Warren, un balordo con precedenti nel traffico di droga, lo uccide con un punteruolo. Dall'inchiesta della polizia emerge che la giovane figliastra di Warren gli aveva promesso delle prestazioni sessuali perché la liberasse del padre da cui era regolarmente molestata.
Raggiunto ed informato dal nipotino, Simon, in partenza per Stoccolma dove deve ricevere il Premio Nobel per la letteratura, organizza la fuga dell'antico amico, in collaborazione con Mr Deng, il droghiere, Hawkes, un sacerdote in crisi religiosa e Buňuel, il funzionario addetto alla sorveglianza.

## Distribuzione
Uscito nel 1998, il film fu distribuito in Italia soltanto nel 2001.

## Riconoscimenti
- Festival di Cannes 1998
  - Premio per la migliore sceneggiatura